# Revolution (Slaughter)
Revolution è il quarto album in studio del gruppo musicale statunitense Slaughter, pubblicato il 20 maggio 1997 dalla CMC International.

## Tracce
Tutte le canzoni sono state composte da Mark Slaughter e Dana Strum, eccetto Rocky Mountain Way.
1. American Pie – 3:53
2. Heaven It Cries – 6:17
3. Tongue 'N' Groove – 3:04
4. Can We Find a Way? – 4:27
5. Stuck on You – 4:35
6. Hard to Say Good-Bye – 4:50
7. Revolution – 3:22
8. Guck – 1:39
9. Heat of the Moment – 5:05
10. Rocky Mountain Way (cover di Joe Walsh) – 5:24
11. You're My Everything – 5:00
12. I'm Gone – 2:30
13. Ad-Majorem-Dei-Gloriam – 4:46

Tracce bonus dell'edizione giapponese
1. Perfect World – 5:02
2. Hard to Say Good-Bye (Acoustic) – 4:56

## Formazione
- Mark Slaughter – voce, chitarra ritmica, tastiere
- Tim Kelly – chitarra solista, cori
- Dana Strum – basso, cori
- Blas Elias – batteria, cori